# الهيئة الوطنية لحماية المعطيات الشخصية (تونس)
الهيئة الوطنية لحماية المعطيات الشخصية هي هيئة عمومية تونسية مكلفة بحماية المعلومات الشخصية، صدر قانون تأسيسها في 27 نوفمبر 2007، ولكن عين أعضاؤها لأول مرة في 5 مايو 2008.

## التاريخ
كانت تونس الدولة الثانية والثلاثون في العالم التي تقوم بتضمين حماية المعطيات الشخصية في دستورها (الفصل التاسع)، وكان ذلك إثر الاستفتاء الدستوري التونسي 2002. 

تطبيقا لهذه الإضافة، صدر القانون عدد 63 لسنة 2004 المؤرخ في 27 يوليو 2007 المتعلق بحماية المعطيات الشخصية، وكان الباب السادس من هذا القانون مخصص للهيئة الوطنية لحماية المعطيات الشخصية (الفصول من 75 ل85).

في 27 نوفمبر 2007، أحدثت الهيئة رسميا بمقتضى الأمر عدد 3003 لسنة 2007 المتعلق بضبط طرق سيرها. في 5 مايو 2008، تم تعيين أعضائها ال15 لأول مرة.

## المهام
حسب الفصل 76 من قانون حماية المعطيات الشخصية، فإن مهام الهيئة تتمثل في:
- منح التراخيص وتلقي التصاريح للقيام بمعالجة المعطيات الشخصية أو سحبها.
- تلقي الشكايات المعروضة عليها.
- تحديد الضمانات الضرورية والتدابير الملائمة لحماية المعطيات الشخصية.
- النفاذ إلى المعطيات موضوع المعالجة قصد التثبت منها وجمع الإرشادات الضرورية لممارسة مهامها.
- إبداء الرأي في جميع المسائل ذات العلاقة بأحكام قانون حماية المعطيات الشخصية.
- إعداد قواعد سلوكية في المجال.
- المساهمة في أنشطة البحث والتكوين والدراسة ذات العلاقة بحماية المعطيات الشخصية وبصفة عامة في كل نشاط آخر له علاقة بميدان تدخلها.

وحسب الفصل 77، فإن للهيئة أن تجري الأبحاث اللازمة من سماع كل شخص ترى فائدة في سماعه والإذن بإجراء المعاينات بالمقرات والأماكن التي تمت فيها المعالجة باستثناء محلات السكنى. ويمكن أن تستعين في أعمالها بالأعوان المحلفين بالوزارة المكلفة بتكنولوجيات الاتصال لإجراء أبحاث واختبارات خاصة أو بخبراء عدليين أو بأي شخص ترى أنه يمكن أن يساهم في إفادتها. وعليها إعلام وكيل الجمهورية المختص ترابيا بالجرائم التي بلغت إلى علمها في إطار عملها.

## التركيبة
يعين أعضاء الهيئة لمدة 3 سنوات، وهي تتركب من: رئيس (يقع اختياره من بين الشخصيات المختصة في المجال)، وعضوين عن المجلس التشريعي (سابقا من مجلس النواب ومجلس المستشارين، ثم المجلس الوطني التأسيسي، والآن مجلس نواب الشعب).، ممثل عن رئاسة الحكومة، قاضيين من الرتبة الثالثة، قاضيين من المحكمة الإدارية، ممثل عن وزارة الداخلية، ممثل عن وزارة الدفاع الوطني، ممثل عن وزارة تكنولوجيا المعلومات والاتصال، باحث عن وزارة التعليم العالي والبحث العلمي، طبيب عن وزارة الصحة، عضو عن الهيئة العليا لحقوق الإنسان والحريات الأساسية، عضو يقع اختياره من بين الخبراء المختصين في مجال تكنولوجيات الاتصال.

### الرؤساء
| الصورة | الاسم          | بداية العهدة | نهاية العهدة |
| ------ | -------------- | ------------ | ------------ |
|        | الجديدي غني    | 5 مايو 2008  | 21 مارس 2012 |
|        | مختار اليحياوي | 21 مارس 2012 | 5 مايو 2015  |
|        | شوقي قداس      | 5 مايو 2015  | الآن         |

## روابط خارجية
- الموقع الرسمي للهيئة.
- القانون عدد 63 لسنة 2004 المؤرخ في 27 يوليو 2007 المتعلق بحماية المعطيات الشخصية، بوابة-التشريع.تونس.
- أمر عدد 3003 لسنة 2007 مؤرخ في 27 نوفمبر 2007 يتعلق بضبط طرق سير الهيئة الوطنية لحماية المعطيات الشخصية، بوابة-التشريع.تونس.